# Persectania dyscrita
Persectania dyscrita är en fjärilsart som beskrevs av Ralph S. Common 1954. Persectania dyscrita ingår i släktet Persectania och familjen nattflyn. Inga underarter finns listade i Catalogue of Life.